# Codex (livro)
Codex (O Códice Secreto, em Portugal) é um romance de suspense escrito pelo autor norte-americano Lev Grossman, publicado em 2004.
O protagonista principal do livro é Edward Wozny, um bancário que se encontra num curto período de férias e é convidado para organizar a biblioteca privada de uma família de aristocratas ingleses no centro de Nova Iorque. O seu objetivo vai ser encontrar uma obra atribuída a Gervase de Langford, um hipotético escritor medieval que encerra um código criptográfico. Além disso, dá-se o encontro entre o protagonista com um jogo de computador que o faz confundir com a realidade.